# 475

## Úmrtí
- ? – Gerasim Jordánský, katolický a pravoslavný světec (* ?)

## Hlavy států
- Papež – Simplicius (468–483)
- Byzantská říše – Zenon (474–475, 476–491) » Basiliscus (475–476)
- Západořímská říše – Julius Nepos (474–475) » Romulus Augustus (475–476)
- Franská říše – Childerich I. (458–481)
- Perská říše – Péróz I. (459–484)
- Ostrogóti – Theodorich Veliký (474–526)
- Vizigóti – Eurich (466–484)
- Vandalové – Geiserich (428–477)